# TAR-21
TAR-21 (Tavor Assault Rifle - 21st Century) là loại súng trường tấn công có thiết kế bullpup được thiết kế và sản xuất bởi Israel Weapon Industries sử dụng loại đạn 5.56×45mm NATO. Loại súng này được dùng để thay thế các loại súng M16, CAR-15 và IMI Galil. Mẫu thử nghiệm đầu tiên được hoàn thành năm 1998 và đưa ra thử nghiệm từ năm 1999 đến 2001. Quá trình thử nghiệm đã phát sinh một số rắc rối nhưng sau đó đã được chỉnh sửa ở các phiên bản sau.
Khẩu súng sử dụng cơ chế trích khí dài, tương tự cơ cấu trên M1 Garand hay AK-47, điều này cho phép khẩu súng có được sự đáng tin cậy, độ bền cao với thiết kế đơn giản và dễ bảo trì, bảo dưỡng trên chiến trường.
Đây là một trong các loại súng với thiết kế bullpup được dùng để trang bị đại trà với số lượng lớn cho quân đội như các khẩu FAMAS của Pháp, SA80 của Anh, Steyr AUG của Áo và QBZ-95 của Trung Quốc.

## Thiết kế
TAR-21 sử dụng cơ chế nạp đạn bằng khí nén với hệ thống trích khí dài và khóa nòng xoay với phần cơ cấu hoạt động có khá nhiều điểm tương đồng với AK-47. Súng có khả năng chọn chế độ bắn sử dụng loại đạn 5.56×45mm NATO và các loại hộp tiếp đạn theo tiêu chuẩn STANAG. Ống trích khí nằm phía trên nòng súng và hoàn toàn nằm trong thân súng. Khóa nòng xoay với 7 móc khóa đạn cố định vào vị trí. Khi bắn vỏ đạn có thể nhả ra ở hai bên thân súng, việc nhả vỏ đạn ra ở phía bên trái hay phải có thể lựa chọn được bằng cách điều chỉnh bolt. Rãnh chốt lên đạn được làm ở cả hai bên để xạ thủ có thể điều chỉnh đặt chốt lên đạn nằm ở bên thuận tiện nhất. Tuy nhiên điều này yêu cầu phải tháo một phần khẩu súng nên không thuận tiện trên chiến trường. Nút điều chỉnh chế độ bắn nằm ở bên trái tay cầm cò súng.
TAR-21 không có tay cầm cách biệt, tất cả các linh kiên được đặt trong thân súng vốn là một khối nhựa tổng hợp có thể chịu áp lực cao và được gia cố bằng thép ở những chỗ cần thiết. Súng có thể tháo ra để làm sạch bằng cách mở phần đuôi báng súng ra và kéo các linh kiện bên trong ra. Các phụ kiện có thể được gắn vào và tháo ra một cách dễ dàng với thanh picatiny có sẵn trên thân súng.
Mẫu đầu tiên của dòng súng này không có điểm ruồi, hệ thống ngắm cơ bản của nó là các phụ kiện kính ngắm như hệ thống ngắm laser hay kính ngắm điểm đỏ nhưng các mẫu sau đó đã tích hợp thêm điểm ruồi và thước ngắm. Thanh ray Piticany dùng để gắn kính ngắm và ống ngắm khác nhau nằm ở phía trên thân súng. Loại súng này có thể gắn ống phóng lựu M203 40 mm dưới nòng súng.

## Các biến thể
Loại súng này có các mẫu khác nhau nhưng chủ yếu khác nhau ở chiều dài nòng và các phụ kiện đi kèm.
- TAR-21: Mẫu nguyên bản.
- GTAR-21: Mẫu có thể gắn thêm ống phóng lựu.
- CTAR-21: Mẫu có nòng ngắn dùng cho các biệt động và lực lượng đặc nhiệm.
- STAR-21: Mẫu dùng để bắn tỉa với chân chống chữ V và ống ngắm Trijicon ACOG 4×.
- MTAR-21 hay Micro Tavor hay X95 : Mẫu nâng cấp dùng cho các lực lượng đặc nhiệm cũng như những binh lính không thích súng quá dài. Nó được thiết kế để có thể thay đổi loại đạn sử dụng từ 5.56×45mm NATO thành 9×19mm Para thông qua một bộ công cụ thay thế đặc biệt. Mẫu này được lên kế hoạch sẽ trở thành loại súng tiêu chuẩn cho mới lực lượng quân đội của Israel thay thế cho các mẫu trước đó.
- Zittara: Mẫu do Ấn Độ chế tạo dựa trên mẫu MTAR-21 dùng loại đạn 5.56×30mm MINSAS.
- Tavor Carbine (TC-21): Là mẫu bán tự động dùng cho mục đích dân sự hay cho các lực lượng thi hành công vụ. Dùng để xuất khẩu cho thị trường dân dụng ở các nước khác.

## Các nước sử dụng
- Israel
- Việt Nam: Được trang bị cho Hải quân Đánh bộ và lực lượng đặc công.[5]
- Colombia
- Ấn Độ
- Hàn Quốc
- Angola: Sử dụng bởi lực lượng đặc biệt[6]
- Azerbaijan: Azerbaijan đã mua một số lượng không xác định TAR-21 để trang bị cho các lực lượng đặc biệt của quân đội vào tháng 8 năm 2008.[7]
- Bồ Đào Nha
- Brazil: Sản xuất theo giấy phép bởi Taurus cho quân đội nước này.[8][9][10]
- Cameroon: Được trang bị cho lực lượng đặc biệt thuộc quân đội Cameroon.[11]
- Chad: Được trang bị cho quân đội nước này từ 2006.[12]
- Chile[13]
- Colombia: Sử dụng bởi lực lượng đặc biệt và Cảnh sát Quốc gia.[14]
- Cộng hòa Síp: Phiên bản Tavor Χ95 đựuoc sử dụng bởi lực lượng đặc nhiệm.[15][16]
- Nam Phi
- Ethiopia[11]
- Gruzia: Nhiều phiên bản khác nhau được trang bị cho lực lượng hành pháp, lực lượng đặc biệt và đơn vị bảo vệ yếu nhân của Bộ Nội vụ nước này từ 2001.[17]
- Guatemala: Được trang bị cho lực lượng cảnh sát.[18]
- Hoa Kỳ
- Honduras
- Macedonia
- Mexico
- Nigeria
- Peru
- Philippines
- Thái Lan
- Thổ Nhĩ Kỳ
- Ukraine
- Costa Rica
- Uganda
- Nga: Tịch thu từ Quân đội Ukraina và những Quân đội Ukraina đầu hàng về phía quân đội Nga